# 袁可嘉
袁可嘉（1921年—2008年11月8日），浙江慈溪人，中国新诗诗人和翻译家。

## 生平
袁可嘉生于浙江省慈溪。1946年在西南联大外语系获文学学士。1946年在北京大学西方语言文学系语任教。1951年任中共中央宣传部毛泽东选集英译室翻译，1954年任外文出版社英文部翻译，1957年在中国社会科学院外国文学研究所任助理研究员至1978年。1991年退休。

## 作品
- 文学论述：《欧美现代派文学概论》、《论新诗现代化》、《现代派论·英美诗论》、《现代主义文学研究》。
- 主编的译作：《外国现代派作品选》、《现代美英资产阶级文学理论文选》、《欧美现代十大流派诗选》。
- 翻译作品：《彭斯诗钞》、
- 文学创作：1981年与其他8位诗人合出版诗集《九叶集》，被认为是九叶诗派的一员。《半个世纪的脚印—袁可嘉诗文选》（1994年）。